# Брюс, Бен
Бенджамин Пол Брюс (англ. Benjamin Paul Bruce; род. 31 октября 1988 года) — британский музыкант. Лидер и гитарист рок-группы Asking Alexandria, которую он создал в 2008-м году в Йорке. Также является менеджером лэйбла KBB, который он основал совместно с менеджером Asking Alexandria.

## Биография
Бенджамин Пол Брюс родился 31 октября 1988 года в Эшфорде, Великобритания. Когда Бену было 6 лет, он с родителями и сестрой переехал в Дубай, где прожил более 14 лет. С 12 лет он начал играть на гитаре, слушая такие рок-группы, как Metallica, Iron Maiden, Slipknot, Guns N' Roses. По их песням он на слух учился играть на гитаре. Любимыми альбомами Бена были Kill 'Em All, Appetite for Destruction и Slipknot (альбом).
Когда Бену было 17 лет, в Дубае он основал первый состав Asking Alexandria и, выпустив один альбом, группа развалилась, поскольку Бен уехал обратно в Англию.

### Asking Alexandria
По приезде в Англию он решил снова организовать группу с тем же названием. Бен познакомился в интернете с Дэнни Уорснопом. Изначально планировалось, что Дэнни будет играть на гитаре, а Бен на вокале, но получилось наоборот. Чуть позже к ним присоединились Джо Ланкастер и Райан Биннс, но они быстро ушли из группы. 15 сентября 2009 года вышел дебютный альбом группы — Stand Up and Scream, уже с обновлённым составом. Альбом принёс группе большую популярность. Второй альбом — Reckless & Relentless вышел 5 апреля 2011 года, но уже с добавлением элементов хард-рок и хеви-метал. Третий альбом группы — From Death to Destiny вышел 6 августа 2013-го года. Альбом представляет собой плотную смесь металкора с хард-роком. Такое сочетание жанров родилось благодаря увлечению группами Aerosmith, Guns N' Roses, Slipknot, Van Halen. 23 января 2015 года из группы ушёл вокалист Дэнни Уорсноп, чтобы полностью сконцентрироваться на своём хард-рок проекте We Are Harlot. 27 мая 2015 года Бен объявил, что новым вокалистом будет Денис Шафоростов, вокалист российско-украинской металкор-группы Down & Dirty, до этого также игравший в Make Me Famous. В тот же день был выложен и новый трек — I Won’t Give In, первый с участием Дениса. Сам Бен заявил, что четвёртый альбом выйдет летом, но, по неизвестной причине, не вышел, и он будет развиваться под влиянием таких современных метал-групп, как Slipknot, Avenged Sevenfold. Но, всё же, новый альбом The Black вышел 28 марта 2016 года.

### Сольная карьера
В начале 2014 года Бен заявил о том, что собирается выпустить сольный альбом в 2015 году. 9 апреля он выпустил кавер-версию песни Shake It Out группы Florence and the Machine. В интервью журналу Artistdirect Бен сказал про альбом: «В нём не будет ничего тяжёлого. Он будет в стиле классического рок-н-ролла, и много софт-рок композиций». Он также заявил, что на этот альбом оказали влияние Oasis и Keane.

### BB Clothing
В 2011 году Бен создал свою собственную линию одежды под брендом BB Clothing, где он выпускает мерч для Asking Alexandria.
После 27 июня 2013 года Бен заморозил фирму и заявил, что новая коллекция выйдет в следующем году.

### KBB Records
В марте 2014 года, совместно с менеджером Asking Alexandria,Кайлом Борманом, Бен основал лейбл KBB Records. К лейблу присоединилась рэп-метал группа Scare Don't Fear. Группа сама присоединилась к данному лейблу, так как другие лейблы могли сменить её звучание.

### Американский Сатана
13 октября 2017 года вышел фильм американского лейбла звукозаписи Sumerian Records под названием Американский дьявол, с участием Бена в качестве актёра второго плана.

## Личная жизнь
24 мая 2013 года Бен женился на Саманте Кассаро. В ноябре 2015 года они развелись. Как сказал музыкант, люди меняются, стиль жизни влияет на отношения и добавил, что после развода они остались лучшими друзьями.
С 2015 года состоит в отношениях с Сиарой Бёрджест.
10 сентября 2016 года родилась дочь — Фэй Холли Брюс (Fae Holley Bruce). 16 октября 2017 года родился сын — Финн Баркер Брюс (Fynn Barker Bruce). 18 мая 2020 года родился второй сын — Теодор Брюс (Theodore Bruce). 2 октября 2021 родилась дочь — Рози Брюс (Rossie Bruce).

## Дискография

### Asking Alexandria
- The Irony of Your Perfection (2007) (дубайский состав)
- Stand Up and Scream (2009)
- Reckless & Relentless (2011)
- From Death to Destiny (2013)
- The Black (2016)
- Asking Alexandria (2017)
- Like a House on Fire (2020)

### Сотрудничество
| Песня                                           | Год  | Исполнитель     | Релиз                                                                             |
| ----------------------------------------------- | ---- | --------------- | --------------------------------------------------------------------------------- |
| «Discovering Oceans» (featuring Ben Bruce)      | 2013 | City in the Sea | Below the Noise                                                                   |
| «Overcast» (featuring Ben Bruce)                | 2013 | City in the Sea | Below the Noise                                                                   |
| «Shake It Out» (Florence and the Machine cover) | 2014 | Бен Брюс        | Florence + The Sphinx: Sumerian Ceremonials — A Tribute to Florence + The Machine |

## Номинации
| Nominated work | Year | Award                                                  | Result      | Position |
| -------------- | ---- | ------------------------------------------------------ | ----------- | -------- |
| Ben Bruce      | 2011 | Altpress' Guitarist of the Year                        | Победа      | —        |
| Ben Bruce      | 2012 | Guitar World's Top 12 Hot Male Guitar Players for 2012 | Победа      | 11       |
| Ben Bruce      | 2012 | Kerrang! Awards Hottest Male                           | Победа      | —        |
| Ben Bruce      | 2013 | Kerrang! Awards Hottest Male                           | Победа      | —        |
| Ben Bruce      | 2014 | Kerrang! Awards Hottest Male                           | Номинация   | —        |
| Ben Bruce      | 2015 | Metalhammer Golden Gods Dimebag Darrell Shredder       | in progress | N/A      |